# 하하
하하(본명: 하동훈, 河東勳, 1979년 8월 20일~)는 서독 출생의 대한민국의 가수,  방송인, 배우이다.

## 학력
- 용남초등학교(졸업)
- 토월중학교(졸업)
- 오산고등학교(졸업)
- 대진대학교 연극영화학부(졸업)
- 대진대학교 대학원 연극영화학부(수료)

## 병역
2008년 2월 11일 훈련소에 입소, 4주 군사훈련을 마친 후 공익근무요원으로 근무하였다. 2010년 3월 11일에 소집해제되었다. 소집해제 직후 2010년 3월 11일 《무한도전》에 복귀했다.

## 결혼
2012년 9월에 QUAN 엔터테인먼트 소속 가수인 4살 연하의 별과 혼인 신고를 하였다. 2012년 11월 30일 서울특별시 영등포구 여의도동에 위치한 63빌딩 컨벤션센터 그랜드 볼룸에서 결혼식을 올렸다. 슬하에 2남 1녀가 있다.

## 출연작

### 영화
| 연도 | 제목                             | 역할        | 비고        |
| ---- | -------------------------------- | ----------- | ----------- |
| 2005 | 연애술사                         | 박동선      | 조연        |
| 2006 | 투사부일체                       | 진수        | 조연        |
| 2006 | 누가 그녀와 잤을까?              | 안명섭      | 조연        |
| 2006 | 원탁의 천사                      | 하동훈      | 주연        |
| 2007 | 여름이 준 선물                   | 넙치        | 목소리 출연 |
| 2007 | 엘라의 모험: 해피엔딩의 위기     | 맘보        | 목소리 출연 |
| 2012 | 토르: 마법망치의 전설            | 토르        | 목소리 출연 |
| 2012 | 테드: 황금도시 파이티티를 찾아서 | 테드        | 목소리 출연 |
| 2012 | 잠베지아: 신비한 나무섬의 비밀   | 하롱이      | 목소리 출연 |
| 2013 | 산타의 매직 크리스탈             | 요탄        | 목소리 출연 |
| 2016 | 목숨 건 연애                     | 모니터 악당 | 특별출연    |
| 2022 | DC 리그 오브 슈퍼-펫             | 에이스      | 목소리 출연 |

### 드라마
| 연도 | 제목                            | 역할   | 비고     |
| ---- | ------------------------------- | ------ | -------- |
| 2018 | 러블리 호러블리                 | 강현석 | 특별출연 |
| 2021 | 내일 지구가 망해버렸으면 좋겠어 | 손님   | 특별출연 |
| 2024 | 놀아주는 여자                   | 송현우 | 특별출연 |

### 방송
| 연도             | 타이틀                                                        | 역할/배역 | 방송국    | 비고                                                                                              |
| ---------------- | ------------------------------------------------------------- | --------- | --------- | ------------------------------------------------------------------------------------------------- |
| 2001~03          | What's Up Yo!                                                 | MC        | M.net     | MC몽, 제롬과 3MC로 진행                                                                           |
| 2002~03          | 논스톱3                                                       | 하하      | MBC       | 주연                                                                                              |
| 2003~05          | 행복주식회사                                                  | MC        | MBC       | 송은이 공동                                                                                       |
| 2003             | TV는 사랑을 싣고                                              | 게스트    | KBS2      |                                                                                                   |
| 2004             | 아가씨와 아줌마 사이                                          | 동훈      | MBC       |                                                                                                   |
| 2004             | 질풍노도 라이벌                                               | 패널      | MBC       |                                                                                                   |
| 2005~07          | 일요일이 좋다 - X맨                                           | 패널      | SBS       |                                                                                                   |
| 2005             | 레인보우 로망스                                               |           | MBC       | 특별출연                                                                                          |
| 2005~08, 2010~18 | 무한도전                                                      | MC        | MBC       | 진행자 / 2005년 12월 합류, 2008년 2월 공익근무로 임시 하차, 2010년 3월 소집해제 후 복귀 및 재합류 |
| 2007             | 일요일이 좋다 - 하자 GO                                       | MC        | SBS       |                                                                                                   |
| 2007             | 이산                                                          |           | MBC       | 특별 출연                                                                                         |
| 2007 ~ 2008      | 뮤직뱅크                                                      | MC        | KBS2      | 이소연 / 이현지 공동 (각각 하하와 2MC)                                                            |
| 2010             | 하하몽쇼                                                      | MC        | SBS       | MC몽 공동                                                                                         |
| 2010 ~ 현재      | 런닝맨                                                        | MC        | SBS       | 공동                                                                                              |
| 2012             | 수상한 몰래카메라 조작단                                      | MC        | MBC       | 설 특집                                                                                           |
| 2012             | 비타민                                                        | 게스트    | KBS2      | 세균의 습격 편                                                                                    |
| 2012~13          | 죽쑤는 여자 죽지 않는 남자                                    | MC        | QTV       |                                                                                                   |
| 2012~13          | 하하의 19TV 하극상                                            | MC        | MBC Music |                                                                                                   |
| 2013             | 더 지니어스: 게임의 법칙                                      | 게스트    | tvN       | 특별출연                                                                                          |
| 2014             | 달려라 형제 시즌1                                             | 게스트    | 저장위성  |                                                                                                   |
| 2015             | 야만TV                                                        | MC        | Mnet      |                                                                                                   |
| 2015             | 투명인간                                                      | MC        | KBS2      |                                                                                                   |
| 2015             | SNL 코리아 (시즌 6)                                           | 게스트    | tvN       |                                                                                                   |
| 2015             | 정글의 법칙                                                   | 출연자    | SBS       | 히든킹덤 라스트 헌터                                                                              |
| 2016             | 동상이몽, 괜찮아 괜찮아                                       | 게스트    | SBS       | 특별출연                                                                                          |
| 2016             | REBOUND                                                       | 출연자    | XTM       |                                                                                                   |
| 2016             | 말하는대로                                                    | MC        | JTBC      |                                                                                                   |
| 2017             | 고등래퍼                                                      | MC        | 엠넷      |                                                                                                   |
| 2017             | 비밀예능 연수원                                               | MC        | MBC       | 파일럿 프로그램                                                                                   |
| 2017             | 평창 동계 올림픽 특집 다큐 거침없이 질주하라-태극 썰매의 도전 | 프리젠터  | SBS       | 특집 프로그램                                                                                     |
| 2019             | 뭐든지 뮤직박스                                               | MC        | EBS1      |                                                                                                   |
| 2019             | 리와인드 - 시간을 달리는 게임                                 | 고정패널  | 채널A     |                                                                                                   |
| 2019             | 비밀 기획단                                                   | MC        | JTBC      |                                                                                                   |
| 2019             | 위플레이                                                      | MC        | NQQ       |                                                                                                   |
| 2019~21          | 아이콘택트                                                    | MC        | 채널A     |                                                                                                   |
| 2020             | 가장 보통의 가족                                              | MC        | JTBC      |                                                                                                   |
| 2020             | 위플레이 시즌2                                                | 출연자    | NQQ       |                                                                                                   |
| 2020             | 찐한친구                                                      | 출연자    | E채널     |                                                                                                   |
| 2021             | 슈퍼맨이 돌아왔다                                             | 내레이션  | KBS2      |                                                                                                   |
| 2021             | 볼빨간 신선놀음                                               | MC        | MBC       |                                                                                                   |
| 2021             | 병아리 하이킥                                                 | MC        | MBN       |                                                                                                   |
| 2021             | 옥탑방의 문제아들                                             | 게스트    | KBS2      |                                                                                                   |
| 2021             | 런닝맨: 뛰는 놈 위에 노는 놈                                  | MC        | 디즈니+   |                                                                                                   |
| 2021             | 놀면뭐하니?                                                   | 고정      | MBC       |                                                                                                   |
| 2022             | 놀라운토요일                                                  | 게스트    | tvN       | 별과 동반출연                                                                                     |
| 2022             | 신발 벗고 돌싱포맨                                            | 게스트    | SBS       |                                                                                                   |
| 2022             | 국가수                                                        | 매니저    | TV조선    |                                                                                                   |
| 2022             | 꼬리에 꼬리를 무는 그날 이야기                                | 게스트    | SBS       |                                                                                                   |
| 2023             | 신발 벗고 돌싱포맨                                            | 게스트    | SBS       | 별과 동반출연                                                                                     |
| 2023             | 꼬리에 꼬리를 무는 그날 이야기                                | 게스트    | SBS       |                                                                                                   |
| 2023             | 핑계고                                                        | 게스트    | 유튜브    |                                                                                                   |
| 2024             | 놀라운토요일                                                  | 게스트    | tvN       |                                                                                                   |
| 2024             | 핑계고                                                        | 게스트    | 유튜브    |                                                                                                   |
| 2025             | 쑥쑥                                                          | 게스트    | 유튜브    |                                                                                                   |
| 2025             | 핑계고                                                        | 게스트    | 유튜브    |                                                                                                   |

### 라디오
| 연도            | 제목                | 역할   |
| --------------- | ------------------- | ------ |
| 2002-03         | 하하몽의 하이파이브 | 진행자 |
| 2003-04         | 하하몽의 영스트리트 | 진행자 |
| 2005-08         | 하하의 텐텐클럽     | 진행자 |
| 2024.11.25-현재 | 하하의 슈퍼라디오   | 진행자 |

## 수상
| 회차 | 년도   | 구분                       | 수상                              | 프로그램     | 비고              |
| ---- | ------ | -------------------------- | --------------------------------- | ------------ | ----------------- |
| 4회  | 2006년 | 한국패션월드어워드         | 방송인 부문 베스트드레서          |              |                   |
| 6회  | 2006년 | MBC 방송연예대상           | 쇼버라이어티 부문 남자 우수상     | 무한도전     |                   |
| 4회  | 2007년 | Mnet 20's Choice           | 베스트 DJ상                       |              |                   |
| 4회  | 2007년 | MBC 방송연예대상           | 대상                              | 무한도전     |                   |
| 5회  | 2010년 | 에이 어워즈                | 이노베이션 부문                   |              |                   |
| 11회 | 2011년 | SBS 연예대상               | 시청자들이 뽑은 인기상            | 런닝맨       |                   |
| 12회 | 2012년 | SBS 연예대상               | 버라이어티부문 베스트엔터테이너상 | 런닝맨       |                   |
| 13회 | 2013년 | SBS 연예대상               | 남자 우수상                       | 런닝맨       |                   |
| 13회 | 2013년 | SBS 연예대상               | 시청자들이 뽑은 인기상            | 런닝맨       |                   |
| 14회 | 2014년 | MBC 방송연예대상           | PD상                              | 무한도전     |                   |
| 15회 | 2015년 | MBC 방송연예대상           | 버라이어티 부문 남자 최우수상     | 무한도전     | 김영철과 공동수상 |
| 16회 | 2019년 | SBS 연예대상               | SBS 엔터테이너상                  | 런닝맨       | 수상              |
| 17회 | 2020년 | SBS 연예대상               | 쇼 버라이어티부문 최우수상        | 런닝맨       | 수상              |
| 21회 | 2021년 | MBC 방송연예대상           | 베스트 커플상                     | 놀면 뭐하니? | 수상              |
| 21회 | 2021년 | MBC 방송연예대상           | 베스트 캐릭터상                   | 놀면 뭐하니? | 수상              |
|      | 2024년 | 대한민국 퍼스트브랜드 대상 | 베스트커플 부문 (with 별          | 빈칸         | 수상              |
|      | 2024년 | MBC 방송연예대상           | 베스트 커플상 (with 유재석)       | 놀면 뭐하니? | 수상              |

### 가요 프로그램 1위
| 연도            | 수상 내역 (총 2회)                                                                                   |
| --------------- | --- |
| 2008년 (총 2회) | - 너는 내 운명 (총 2회) - 1월 18일 KBS 《뮤직뱅크》 K-Chart 1위 - 1월 27일 SBS 《인기가요》 뮤티즌송 |

## 기타 출연작 목록

### CF
- 2002년 700-5425
- 2003년 오뚜기 3분요리
- 2003년 빙그레 메타콘 (with 정태우)
- 2007년 롯데카드
- 2008년 TG삼보컴퓨터 루온크리스탈
- 2010년 신한금융그룹
- 2010년 엠할리데이
- 2012년 SKY 베가S5
- 2012년 닌텐도3DS 뉴 슈퍼 마리오브라더스 2
- 2013년 브라이니클
- 2013년, 2014년 코카콜라
- 2015년 씨엔브이인터내셔녈 말리커피 (with 이승기)
- 2015년 해태htb 써니텐
- 2015년 King 캔디크러쉬소다
- 2016년 제8회 굿네이버스 희망편지쓰기대회
- 2016년 놀숲
- 2017년 써브웨이
- 2017년 창유코리아 프리스타일 2 (with 서장훈)
- 2017년 후라이드참잘하는집
- 2017년 현대자동차 코나
- 2018년 굿지앤 401
- 2018년 닌텐도 스위치
- 2019년 삼성전자 빅스비하우스
- 2019년 하얀하얀
- 2019년 네버다이247
- 2020년 LG전자 벨벳

### 뮤직비디오
- 2010년 스테이 - Your Name Is Love
- 2013년 싸이 - GENTLEMAN
- 2017년 터보 - 뜨거운 설탕

## 홍보대사
- 2007년 한국청소년건강재단 헬스로빅 홍보대사
- 2010년 한마음혈액원 헌혈 홍보대사
- 2013년 몬스터 대학교 홍보대사
- 2013년 2013 산청세계전통의약엑스포 온라인 명예홍보대사
- 2014년 제5회 대한민국 나눔대축제 홍보대사
- 2015년 한국 농식품 홍보대사
- 2017년 마포경찰서 홍보대사
- 2018년 마포구 홍보대사
- 2019년 포항시 홍보대사

## 인간 관계
- MC몽, 공유, 노홍철, 스토니 스컹크의 전 멤버인 스컬과 절친한 친구 관계이다.

## 가족
- 아버지 하윤국
- 어머니 김옥정
  - 누나 하쥬리
  - 배우자 : 별 (1983년 10월 22일 출생, 2012년 11월 30일 결혼)
    - 장남 : 하드림 (2013년 7월 9일 ~ )
    - 차남 : 하소울 (2017년 3월 22일 ~ )
    - 장녀 : 하송 (2019년 7월 15일 ~ )